# Тарбеев, Александр Владимирович
Александр Владимирович Тарбеев (род. 19 февраля 1956 года в Москве) — дизайнер наборного шрифта и преподаватель. Профессор Московского государственного университета печати имени Ивана Фёдорова, преподавал на факультете журналистики МГУ и в Британской высшей школе дизайна (Москва).

## Биография
Отец Владимир Ильич Тарбеев (25 октября 1928 — 16 февраля 1978), мать Евдокия Степановна Тарбеева (4 октября 1931 — 28 февраля 2021).
Окончил факультет автоматики, телемеханики и электроники Московского электротехнического института связи, дипломный проект на тему «Устройство статистического уплотнения цифрового телефонного канала», затем Московский государственный университет печати. С 1988 года работал дизайнером шрифта в отделе наборных шрифтов ВНИИполиграфмаш. С 1991 по март 1998 года работал в компании «Параграф».
Несколько лет являлся соорганизатором конкурса каллиграфии «ZapfGames», проводимого в честь немецкого каллиграфа и выдающегося шрифтового дизайнера Германа Цапфа.

## Разработчик шрифтов
- Den Haag,
- BigCity,
- Buran,
- Diderot,
- Exposure (совместно с Дмитрием Тарбеевым),
- Gauge (Afisha Serif),
- Betina Script,
- Bodoni,
- Infinity,
- Matterhorn,
- Montblanc,
- Oostduin,
- Pankow,
- Smarty,
- Tauern,
- Jakob,

Кириллические версии латинских шрифтов:
- ITC Anna
- ITC Benguiat Gothic,
- Brioni,
- ITC Garamond,
- Irma,
- Newton (совместно с В. В. Ефимовым),
- Friz Quadrata (ITC) и др.

## Награды
- Вторая премия на Всесоюзном конкурсе «Шрифт-89».
- Специальная премия («Почётное упоминание жюри») на Международном конкурсе шрифтового дизайна «Линотайп 2000».
- Диплом Международного конкурса «буква: раз!» (2001).